# Philipp Wilhelm von Schoeller (Industrieller, 1845)

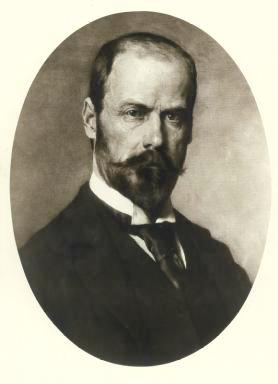
Philipp Wilhelm von Schoeller

Philipp Wilhelm von Schoeller (* 18. April 1845 in Wien; † 20. Februar 1916 in Gries-Quirein) war ein deutsch-österreichischer Unternehmer und Bankier sowie Kunstfotograf.

## Leben
Philipp Wilhelm von Schoeller stammte aus der Wiener Linie der rheinischen Unternehmerfamilie Schoeller ab und war der Sohn des in Düren geborenen und in Wien tätigen sowie 1867 geadelten Kaufmanns Johann Paul von Schoeller (1808–1882) und seiner Ehefrau Pauline (1812–1877). Sie war ebenfalls eine geborene Schoeller und Tochter des Dürener Tuchfabrikanten Johann Peter Schoeller (1778–1838), einem Bruder des Leopold Schoeller.

### Tätigkeit in Wien
Schon früh wurde Philipp Wilhelm nach Ausbildung und Studium zusammen mit seinem Bruder Sir Paul Eduard von Schoeller und seinem Vetter Gustav Adolph von Schoeller in die verschiedenen Unternehmen seines Onkels Alexander von Schoeller in Wien einbezogen. Nach Alexanders Tod 1886 und dem nur drei Jahre später erfolgten Tod seines Vetters Gustav Adolph wurden Philipp Wilhelm und Paul Eduard 1889 zu Universalerben des Firmenimperiums eingesetzt, welches unter anderem aus dem Großhandels- und Bankhaus Schoeller & Co. in Wien, der späteren Schoellerbank, den Anteilen an der Berndorfer Metallwarenfabrik, den Ternitzer Walzwerk- und Stahlfabrikations AG, der späteren Schoeller-Bleckmann Stahlwerke bestand, sowie aus landwirtschaftlichen Gütern und dazugehörenden Fabriken für die Zucker-, Brot- und Bierproduktion.

### Weitere Tätigkeiten
Darüber hinaus war Schoeller Mitglied in Verwaltungsräten mehrerer Banken sowie der Kaiser Ferdinands-Nordbahn und wurde ab dem Jahr 1884 in den Generalrat der Österreich-Ungarischen Bank berufen, wo er maßgeblich an den Reformen und dem Umbau dieses Institutes in jenen Jahren beteiligt war. Recht bald jedoch zog er sich schrittweise aus den verschiedenen Sparten des Familienunternehmens zurück und überließ die Leitung mehrheitlich seinem Bruder. Lediglich die Funktion der Präsidentschaft der „Hütteldorfer Brauerei AG“ nahm er noch in den Jahren 1892 bis 1898 wahr sowie zusammen mit seinem Bruder die Verpflichtungen eines k. u. k. Hoflieferanten. Darüber hinaus engagierte er sich in der Politik und wurde 1895 für die gemäßigt liberale Verfassungspartei zum lebenslangen Mitglied in das Herrenhaus des Österreichischen Reichsrat gewählt.
Er wurde 1889 von der Reformierten Gemeinde in Wien zum Presbyter gewählt und blieb dies bis 1915. Außerdem war er mit einer Spende von 100.000 Kronen beteiligt an der Gründung der Evangelischen Pfarrgemeinde Helvetischen Bekenntnisses Wien-West.

### Der Fotograf
Schoellers große Leidenschaft gehörte aber der Fotografie, der er immer mehr Zeit widmete. Er nahm Unterricht bei den Fotografen Wilhelm Burger und Hans Lenhard und trat im Jahre 1893 sowohl dem Wiener Kameraclub, deren Präsidentschaft er zwei Jahre später übernahm, als auch der Photographischen Gesellschaft in Wien bei, wo er 1907 zum Ehrenmitglied ernannt wurde. Auf vielen Erholungsreisen nach Italien, Dalmatien und Nordafrika, die er auf Grund seines angegriffenen Gesundheitszustandes unternahm, entstanden zahlreiche Fotografien, die er in einem eigenen und modern eingerichteten Atelier entwickelte. Schoeller beschäftigte sich hierbei besonders erfolgreich mit dem Gummidruck und der Dreifarbenfotografie. Mit seinen Werken war Schoeller unter anderem auf der Jubiläumsausstellung der Photographischen Gesellschaft 1901 vertreten.
Schoeller wollte seine Leidenschaft zur Fotografie auch Anderen zugutekommen lassen und wurde dabei nicht nur Förderer der amateurfotografischen Bewegung, sondern stiftete zudem ein Stipendium mit dem Zweck, talentierten aber mittellosen Schülern eine Ausbildung an der k.k. Lehr- und Versuchsanstalt für Photographie und Reproductionsverfahren in Wien zu ermöglichen.

### Tod
Philipp Wilhelm von Schoeller, der zeitlebens unverheiratet blieb, wurde nach seinem Tod 1916 in Gries-Quirein auf dem Grinzinger Friedhof in Wien beigesetzt (Gruppe ML, Nr. 12).